# Eulalio Gutiérrez
Eulalio Gutiérrez (Ramos Arizpe, 2 febbraio 1881 – Saltillo, 12 agosto 1939) è stato un politico e generale messicano.
La convenzione di Aguascalientes nominò Eulalio Gutiérrez presidente del Messico ad interim dal 6 novembre 1914 al 16 gennaio 1915. Gutiérrez era un generale rivoluzionario proveniente dallo stato di Coahuila che fu posto al potere come presidente di un governo democratico sostenuto dai generali Pancho Villa e Emiliano Zapata ma che tuttavia si rivelò perdente contro i Costituzionalisti di Venustiano Carranza. Consapevole di questo, Gutiérrez si dimise e fece pace con Carranza, ma fu lo stesso inviato in esilio negli Stati Uniti e poté tornare nel 1920 grazie all'amnistia del generale Álvaro Obregón per partecipare alla ribellione di Agua Prieta contro Carranza.
Dopo l'assassinio di Obregón nel 1928, Gutiérrez si rivoltò contro il governo unendosi alla ribellione escobarista dell'anno seguente e per questo fu nuovamente esiliato negli Stati Uniti, a San Antonio. Poté tornare in Messico solo nel 1935.
Morì nel 1939 e fu tra i pochi protagonisti della rivoluzione messicana a non essere assassinato.